# NGC 5609
NGC 5609 est une vaste et très lointaine galaxie spirale située dans la constellation du Bouvier. Sa vitesse par rapport au fond diffus cosmologique est de 30 295 ± 13 km/s, ce qui correspond à une distance de Hubble de 447 ± 31 Mpc (∼1,46 milliard d'al). NGC 5609 a été découverte par l'ingénieur irlandais Bindon Stoney en 1851.